# Gore-Tex

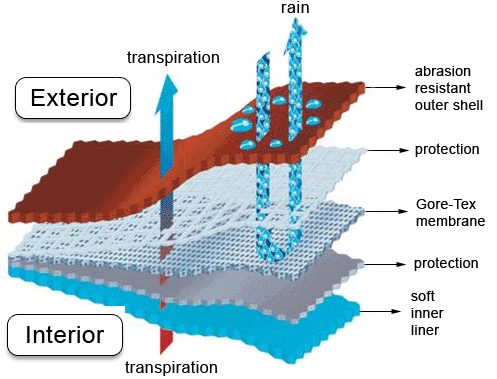
Schemat budowy i działania tkaniny z membraną Gore-Tex używanej w odzieży outdorowej.

Gore-Tex – znak towarowy należący do firmy W.L. Gore & Associates. Firma opatruje tym znakiem produkty, w których występują oparte na teflonie włókna, nici i membrany. 

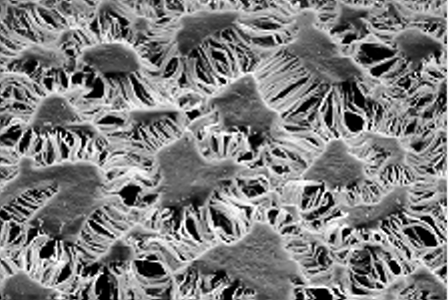
Obraz mikroskopowy membrany PTFE z mikroskopu SEM. Rozmiar wypustek to około 10 mikronów.

Najbardziej znanym rodzajem produktu opatrywanego tym znakiem towarowym jest rodzaj tkaniny wodno- i wiatroodpornej, a jednocześnie "oddychającej", którą stosuje się w odzieży wierzchniej - kurtkach, spodniach, butach itp., przeznaczonych dla osób wykonujących wzmożony wysiłek fizyczny w trudnych warunkach atmosferycznych (wspinaczka, żeglarstwo, kolarstwo górskie, wojsko, straż pożarna, policja itp.). Tkaniny gore-texowe chronią ciało przed deszczem i wiatrem, a jednocześnie umożliwiają wydajne odprowadzanie pary wodnej (potu) w kierunku od ciała na zewnątrz. 
Jednocześnie znajdują szerokie zastosowanie w medycynie, głównie w chirurgii, do produkcji sztucznych naczyń krwionośnych, siatek do zamykania przepuklin, oraz nici chirurgicznych stosowanych w chirurgii naczyniowej i kardiochirurgii.

## Działanie
Działanie Gore-Texu opiera się na wprasowanej w tkaninę półprzepuszczalnej membranie, wykonanej z porowatego teflonu. Mikrootwory te są większe niż pojedyncze molekuły wody z jakich składa się  wydzielany w postaci pary wodnej pot, a jednocześnie mniejsze niż wielocząsteczkowe pakiety z jakich składa się woda w stanie ciekłym (np. deszcz). Różnica stężeń pary wodnej po dwu stronach membrany powoduje powstanie ciśnienia osmotycznego, co umożliwia transport pary wodnej z ośrodka o większym stężeniu do ośrodka o mniejszym, a jednocześnie membrana jest nieprzepuszczalna dla wody.

## Produkcja
Tkaniny Gore-Tex produkuje się poprzez kontrolowane rozciąganie naraz w dwóch kierunkach cienkiej folii teflonowej i natychmiastowe jej wprasowanie w dacron lub nylon o rzadkim przeplocie. Dzięki temu w teflonie tworzą się samorzutnie pory o optymalnych rozmiarach.

## Zastosowania
Rodzina produktów Gore-Tex nie ogranicza się tylko do tkanin przeciwdeszczowych. Folie i membrany gore-texowe są też stosowane m.in. jako:
- przezroczyste i przewiewne błony przeciw owadom, zastępujące tradycyjne moskitiery siatkowe
- osłony dla radarów mikrofalowych
- w medycynie sztuczne protezy naczyniowe, endoprotezy naczyniowe, siatki chirurgiczne do zamykania przepuklin, zamienników więzadeł, np.: zerwane więzadło krzyżowe kolana,  nici stosowane w chirurgii i dentystyce
- włókna służące do wyplatania teflonowych linek odpornych na zabrudzenie i nie wchłaniających wilgoci (stosowanych m.in. w rowerach wyczynowych).
- włókna, z których wykonuje się różnego rodzaju filtry stosowane w trudnych warunkach atmosferycznych, lub narażonych na działanie żrących chemikaliów
- wzmocnione włókna i tkaniny stosowane w "tymczasowej architekturze" - w dużych powłokach rozwieszanych nad trybunami, halami widowiskowymi itp.
- folie do zabezpieczania odpadów organicznych w trakcie ich biologicznej utylizacji
- Goretex użyto do konstrukcji telefonu Ericsson R310s. Materiał ten osłania mikrofon, brzęczyk oraz głośnik przed wodą. Jest przeźroczysty dla fali dźwiękowej, ale nie przepuszcza wody.
- produkcja butów trekkingowych.